# World Series of Darts Finals
De World Series of Darts Finals is een invitatietoernooi van de Professional Darts Corporation. Het toernooi wordt jaarlijks gehouden in november, maar vond in 2020 echter al in september plaats in het Oostenrijkse Salzburg. 
In 2019 en vanaf 2021 wordt het gehouden in het AFAS Live in Amsterdam, nadat het eerder had plaatsgevonden in Glasgow (2015-2017) en Wenen (2018). Het deelnemersveld bestaat uit de top-8 van de World Series of Darts ranking, zestien uitgenodigde spelers en vier qualifiers door middel van een kwalificatietoernooi.

## Geschiedenis World Series of Darts
De World Series of Darts bestaat sinds 2013. Het doel van deze reeks toernooien is om de dartssport te mondialiseren. In 2013 maakte de World Series of Darts zijn debuut op de PDC-kalender. Er werden twee World Series toernooien gehouden: de Dubai Darts Masters en de Sydney Darts Masters. In 2014 werden de Singapore Darts Masters en Perth Darts Masters toegevoegd aan het circuit, waardoor het totaal aantal op vier toernooien kwam. In 2015 werd het circuit opnieuw uitgebreid. De Singapore Darts Masters werd geschrapt, maar de Japan Darts Masters en Auckland Darts Masters werden ook toegevoegd. Hiermee kwam het totaal van 2015 op vijf. Tevens werd er in 2015 besloten om er een eindtoernooi aan vast te maken: de World Series of Darts Finals. De beste acht spelers van de World Series of Darts toernooien zijn geplaatst voor dit eindtoernooi. Deze ranking komt tot stand door het aantal punten dat een speler verdient tijdens de vijf World Series toernooien.

## Puntentelling World Series of Darts-toernooien
| Ronde               | Punten |
| ------------------- | ------ |
| Winnaar             | 12     |
| Verliezend finalist | 8      |
| Halve finale        | 5      |
| Kwartfinale         | 3      |
| Eerste ronde        | 1      |

## Finales
| Jaar | Winnaar                     | Legs    | Runner-Up                      | Locatie                      |
| ---- | --------------------------- | ------- | ------------------------------ | ---------------------------- |
| 2015 | Michael van Gerwen (106.60) | 11 – 10 | Peter Wright (106.40)          | Braehead Arena, Glasgow      |
| 2016 | Michael van Gerwen (101.18) | 11 – 9  | Peter Wright (99.63)           | Braehead Arena, Glasgow      |
| 2017 | Michael van Gerwen (103.30) | 11 – 6  | Gary Anderson (100.68)         | Braehead Arena, Glasgow      |
| 2018 | James Wade (97.00)          | 11 – 10 | Michael Smith (99.09)          | Multiversum Schwechat, Wenen |
| 2019 | Michael van Gerwen (96.76)  | 11 – 2  | Danny Noppert (89.37)          | AFAS Live, Amsterdam         |
| 2020 | Gerwyn Price (96.21)        | 11 – 9  | Rob Cross (94.22)              | Salzburgarena, Salzburg      |
| 2021 | Jonny Clayton (101.63)      | 11 – 6  | Dimitri Van den Bergh (101.95) | AFAS Live, Amsterdam         |
| 2022 | Gerwyn Price (100.14)       | 11 – 10 | Dirk van Duijvenbode (97.69)   | AFAS Live, Amsterdam         |
| 2023 | Michael van Gerwen (96.16)  | 11 – 4  | Nathan Aspinall (83.57)        | AFAS Live, Amsterdam         |
| 2024 | Luke Littler (102.21)       | 11 – 4  | Michael Smith (92.97)          | AFAS Live, Amsterdam         |
| 2025 |                             | –       |                                | AFAS Live, Amsterdam         |

2015 · 2016 · 2017 · 2018 · 2019 · 2020 · 2021 · 2022 · 2023 · 2024